# Kurdistanul Irakian
Kurdistanul Irakian (Kurdă: هه‌رێمی کوردستان; Arabă: إقليم كردستان‎) este o regiune autonomă în nordul  Irakului. Are granițe cu Iran la est, cu Turcia în nord, cu Siria la vest și în rest cu Irak. Regiunea este condusă de Guvernul Regional Kurdistanian și are capitala Arbil, cunoscută și ca Erbil sau Hewlêr.
Acordul a fost semnat pe 11 martie 1970 și reînnoit în 2005. Constituția irakiană definește regiunea ca o entitate federală cu limbi oficiale: kurda și araba.
Kurdistanul Irakian este o republică parlamentară cu 111 locuri. Președintele curent este Massoud Barzani, ales inițial în 2005 și reales în 2009.

## Infrastructură și turism

### Infrastructură
Kurdistanul nu a fost niciodată apt să se modernizeze, sub regimul lui Saddam Hussein foarte multe orașe kurde fiind distruse. De atunci Guvernul Regional a reușit să reconstruiască 65% din orașe. Începând cu anul 2003, Kurdistanul a început să se modernizeze încet, prin mai multe servicii locale, care au crescut economia țării.

### Transport
În Kurdistanul Irakian se poate ajunge prin aer sau pe șosea. Pe șosea se poate ajunge cel mai ușor prin Turcia prin vama Poarta Habur, singura vamă dintre Turcia și Kurdistan. La ea se poate ajunge prin autobuz sau taxi de la aeroportrile turcești. Din Iran se poate trece prin vama Haji Omaran sau Poarta Bashmeg, în apropierea orașului Sulaymaniyah. Kurdistanul Irakian  are de asemenea graniță cu Siria, prin vama Faysh Khabur. Din Irak, se poate ajunge prin multe drumuri principale ale țării.
Kurdistanul Irakian și-a deschis porțile către lumea întreagă, prin construirea a doua aeroporturi internaționale. Aeroportul Internațional Arbil și Aeroportul Internațional Sulaymaniyah, amândouă operând zboruri către Estul Mijlociu și destinații europene. Guvernul a plătit milioane de dolari pentru a atrage companii mari, cum ar fi Turkish Airlines, Lufthansa, Etihad, Emirates, Middle East Airlines sau Atlas Jet.

## Geografie

### Petrol și gaze naturale
Petrolul din Irak este foarte important pentru kurzi, fiind estimat 45 de miliarde de barile,  făcând-o a șase rezervă ca număr din lume. Extracția rezervelor a început în 2007. Regimul din Irak controlează rezervele din Mosul și Kirkuk, regiuni considerate de guvernul kurdistanian că aparțin teritoriului lor.
În Kurdistan investesc guvernul irakian, guvernul turc și alți 40 de investitori străini.

### Clima
Kurdistanul Irakian este cuprins în mare parte de munți, vârful cel mai întalt fiind Cheekha Dar de 3.611 m. Munții fac parte parte din lanțul Zagros din Turcia, care o parte și în Irak. Pământul este foarte fertil și datorită râurilor, cum ar fi Marele Zab și Micul Zab. Râul Tigru trece și el pe o distanță mică prin Kurdistan, după izvorârea sa în Turcia.
| Date climatice pentru Arbil                                        | Date climatice pentru Arbil | Date climatice pentru Arbil | Date climatice pentru Arbil | Date climatice pentru Arbil | Date climatice pentru Arbil | Date climatice pentru Arbil | Date climatice pentru Arbil | Date climatice pentru Arbil | Date climatice pentru Arbil | Date climatice pentru Arbil | Date climatice pentru Arbil | Date climatice pentru Arbil | Date climatice pentru Arbil |
| Luna                                                               | Ian                         | Feb                         | Mar                         | Apr                         | Mai                         | Iun                         | Iul                         | Aug                         | Sep                         | Oct                         | Nov                         | Dec                         | Anual                       |
| ------------------------------------------------------------------ | --------------------------- | --------------------------- | --------------------------- | --------------------------- | --------------------------- | --------------------------- | --------------------------- | --------------------------- | --------------------------- | --------------------------- | --------------------------- | --------------------------- | --------------------------- |
| Maxima medie °C (°F)                                               | 12.4 (54,3)                 | 14.2 (57,6)                 | 18.1 (64,6)                 | 24 (75)                     | 31.5 (88,7)                 | 38.1 (100,6)                | 42 (108)                    | 41.9 (107,4)                | 37.9 (100,2)                | 30.7 (87,3)                 | 21.2 (70,2)                 | 14.4 (57,9)                 | 27,2 (80,96)                |
| Media zilnică °C (°F)                                              | 7.4 (45,3)                  | 8.9 (48)                    | 12.4 (54,3)                 | 17.5 (63,5)                 | 24.1 (75,4)                 | 29.7 (85,5)                 | 33.4 (92,1)                 | 33.1 (91,6)                 | 29 (84)                     | 22.6 (72,7)                 | 15 (59)                     | 9.1 (48,4)                  | 20,18 (68,33)               |
| Minima medie °C (°F)                                               | 2.4 (36,3)                  | 3.6 (38,5)                  | 6.7 (44,1)                  | 11.1 (52)                   | 16.7 (62,1)                 | 21.4 (70,5)                 | 24.9 (76,8)                 | 24.4 (75,9)                 | 20.1 (68,2)                 | 14.5 (58,1)                 | 8.9 (48)                    | 3.9 (39)                    | 13,22 (55,79)               |
| Precipitații mm (inches)                                           | 111 (4.37)                  | 97 (3.82)                   | 89 (3.5)                    | 69 (2.72)                   | 26 (1.02)                   | 0 (0)                       | 0 (0)                       | 0 (0)                       | 0 (0)                       | 12 (0.47)                   | 56 (2.2)                    | 80 (3.15)                   | 540 (21,26)                 |
| Sursa nr. 1: climate-data.org                                      |                             |                             |                             |                             |                             |                             |                             |                             |                             |                             |                             |                             |                             |
| Sursa nr. 2: My Forecast, What's the Weather Like.org, and Erbilia |                             |                             |                             |                             |                             |                             |                             |                             |                             |                             |                             |                             |                             |

## Diviziuni administrative

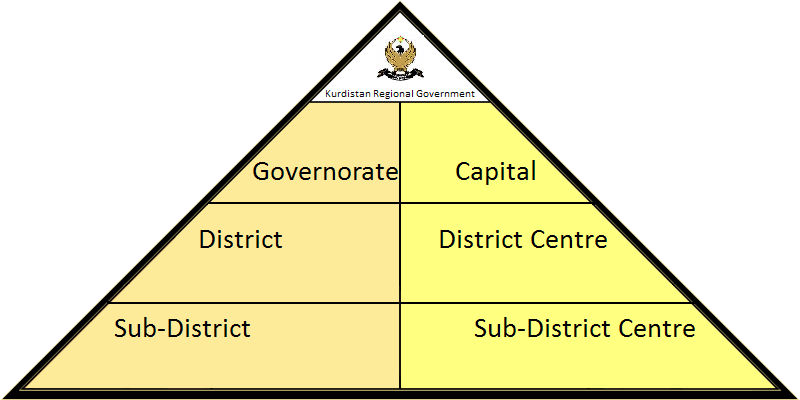
Nivelele diviziunilor administrative ale Kurdistanului

Kurdistanul Irakian este divizat în 3 guvernorate, Dahuk, Arbil and Sulaymaniyah. Ficare este fivizată în districte, cu un total de 26 de districte. Fiecare district este divizat într-un sub-district. Guvernoratele au o capitală, în timp ce distrectele au un centru de district.
- Guvernoratele Kurdistanului Irakian:

1. Sulaymaniyah (Silêmanî)
2. Arbil (Hewlêr)
3. Dahuk (Duhok)

### Zone disputate
Zone disputate sunt zonele graniță cu Irak, în special din 2003 de la intrarea Statelor Unite în Irak. Regiunile Ninawa, Kirkuk și Diyala sunt controlate și de guvernul kurd și de guvernul irakian. O parte din ele fiind controlată de un guvern, cealaltă controlaltă de celălalt guvern.

### Orașe
Kurdistanul Irakian are o populație urbană în creștere, în timp ce are încă o populație signifantă.
| Orașe        | Populație | Guvernorat               |
| ------------ | --------- | ------------------------ |
| Arbil        | 1.293.839 | Guvernoratul Arbil       |
| Sulaymaniyah | 1.190.251 | Guvernoratul Sulaymaniya |
| Dihok        | 950.000   | Guvernoratul Dahuk       |
| Zaxo         | 336.129   | Guvernoratul Dahuk       |
| Kalar        | 226.000   | Guvernoratul Sulaymaniya |
| Ranye        | 200.036   | Guvernoratul Sulaymaniya |
| Halabja      | 110.824   | Guvernoratul Sulaymaniya |
| Rowanduz     | 102.399   | Guvernoratul Arbil       |
| Simele       | 100.995   | Guvernoratul Dahuk       |

- Populația estimată în 2009